# Only Murders in the Building
Only Murders in the Building (dt. „Nur Morde im Gebäude“; kurz OMITB) ist eine US-amerikanische Comedy-Krimi-Serie, die von Steve Martin und John Hoffman erdacht wurde. Die Premiere der Serie fand am 31. August 2021 auf dem US-Streamingdienst Hulu statt. Im deutschsprachigen Raum erfolgte die Erstveröffentlichung der Serie am selben Tag durch Disney+ via Star als Original.
Die vierte Staffel erschien ab dem 27. August 2024 bis zum 19. Oktober 2024. Im September 2024 wurde die Staffel 5 bestätigt, die ab dem 9. September 2025 veröffentlicht werden soll.

## Handlung

### Staffel 1
Charles-Haden Savage, ein ehemaliger Serien-Star, Oliver Putnam, ein seit längerem nicht mehr erfolgreicher Theaterregisseur, und die wesentlich jüngere angehende Künstlerin Mabel Mora wohnen in einem traditionsreichen Apartment-Gebäude namens The Arconia in der Upper West Side von New York City. Alle drei teilen die Leidenschaft für True Crime und echte Mordfälle. Als in ihrem Apartment-Komplex der Bewohner Tim Kono tot aufgefunden wird, glauben die drei sofort an Mord. Sie entdecken eher zufällig ihre gemeinsame Leidenschaft für True-Crime-Podcasts und schließen sich zusammen, um mit Hilfe ihres Fachwissens aus True-Crime-Serien der Wahrheit auf den Grund zu gehen. Schnell wird ihnen klar, dass der Mörder ebenfalls im Gebäude wohnen könnte, und sie verfolgen mehrere Spuren, da Tim bei der Nachbarschaft sehr unbeliebt war.
Mabel verschweigt Charles und Oliver jedoch, dass sie Tim persönlich gekannt hat. Nach und nach wird offengelegt, dass Mabel und Tim seit ihrer Kindheit befreundet waren. Zehn Jahre vor den aktuellen Ereignissen hatten sie sich zusammen mit den gleichaltrigen Oscar und Zoe unbemerkt Zugang zu verschiedenen Apartments verschafft, wobei Zoe einzelne Schmuckstücke mitgehen ließ. Während einer Silvester-Party stürzte Zoe vom Dach des Arconia und verstarb. Ihr damaliger Freund Oscar wurde wegen Mordes verurteilt. Tim hätte jedoch Oscars Unschuld bezeugen können, verschwieg es jedoch und brach den Kontakt zu den Anderen ab. Als Mabel in der Gegenwart Kontakt zu Tim suchte, wollte er nichts mehr mit ihr zu tun haben. Oscar wird währenddessen aus der Haft entlassen und sucht Mabel auf. Er gesteht ihr, dass er in der Tatnacht ebenfalls im Arconia war, beteuert aber, Tim nicht getötet zu haben.
Die Ermittlungen des Trios, bei denen Oscar sie unterstützt, ergeben, dass Tim gedealten Schmuck aufgekauft hat. Dabei war er einer Person namens Angel auf der Spur. Mabel und Oscar kommen sich dabei näher und werden später ein Paar. Charles lernt die Fagottistin Jan kennen und beginnt mit ihr auszugehen. Oliver, der dringend Geld benötigt, da er sonst aus dem Wohnkomplex fliegt, startet einen Podcast unter dem Titel Only Murders in the Building. Dieser wird von Teddy Dimas, guter Freund von Oliver und ebenfalls Bewohner des Arconia, finanziert. Das Trio kommt dahinter, dass Teddy Angel sein muss. Außerdem kommt heraus, dass Teddys gehörloser Sohn Theo heimlich in Zoe verliebt war und damals in der Silvesternacht in einen Streit mit ihr geriet, in dessen Folge sie vom Dach stürzte. Tim hat dies gesehen, wurde jedoch von Teddy unter Druck gesetzt, damit er schweigt. Als Mabel und Oliver dahinter kommen, werden sie von Theo entführt. Wie sich herausstellt, sind die Dimas’ Grabräuber und Tim war ihnen auf die Schliche gekommen und hatte deswegen den Schmuck aufgekauft, um dies als Beweis für die Machenschaften der Dimas’ zu haben. Sie hatten jedoch nichts mit dessen Tod zu tun.
Als Mabel und Oliver Tims Sachen noch einmal durchsuchen, entdecken sie einen Fagottreiniger, den sie bisher für ein Sexspielzeug gehalten hatten. Dadurch wird den beiden klar, dass Tim mit Jan eine Affäre gehabt haben muss. Zur selben Zeit kommt auch Charles dahinter und Jan eröffnet ihm, dass sie Tim getötet hat, da dieser Tage zuvor mit ihr Schluss gemacht hätte. Jan will auch Charles töten, wird jedoch von Mabel und Oliver daran gehindert und schließlich verhaftet.
Das Trio feiert seinen Sieg auf dem Dach des Arconia. Als Mabel mehr Champagner holt, erhalten Charles und Oliver eine mysteriöse Textnachricht, in der sie aufgefordert werden, das Gebäude sofort zu verlassen. Die beiden suchen Mabel auf, die blutverschmiert über der Leiche von Bunny, Vorstandsmitglied des Arconia, vorgefunden wird. Das Trio wird vor den Augen der anderen Bewohner, unter anderem auch Oscar, abgeführt.

### Staffel 2
Mabel, Charles und Oliver werden von der Polizei als Hauptverdächtige im Mordfall Bunny Folger befragt. Aus Mangel an Beweisen werden sie jedoch wieder freigelassen. Das Trio beginnt mit eigenen Nachforschungen, da sie alle neue persönliche Perspektiven haben, aber dafür ihren Ruf reinwaschen wollen. Charles kann in einem Serien-Reboot seiner Hitserie Brazzos mitspielen, während Oliver zusammen mit Amy Schumer eine Streaming-Serie über den Podcast Only Murders in the Bulding machen will. Mabel wiederum möchte sich wieder mehr ihrer Kunst widmen. Sie wird von Alice kontaktiert, die ein Atelier besitzt, und beginnt mit ihr eine Affäre.
Das Trio kommt hinter einige Geheimnisse von Bunny Folger. So finden sie in Bunnys Apartment einen geheimen Aufzug, sowie Geheimgänge durch das Gebäude, welche in andere Apartments führen. Bunny besaß ein wertvolles Gemälde, welches nach ihrem Tod aus ihrer Wohnung verschwand und bei Charles im Apartment wieder auftaucht. Auch bei Oliver und Mabel tauchen Gegenstände auf. Mabel kann sich erinnern, dass Bunny vor ihrem Tod „Vierzehn“ und „Savage“ zu ihr gesagt hat. Außerdem erfahren sie, dass Bunny ihren Vorstandsposten des Arconia an Nina Lin übergeben wollte, sich dies jedoch am Tag ihres Todes anders überlegt hatte. Charles erfährt außerdem, dass sein Vater eine Affäre mit Leonora Folger, Bunnys Mutter, hatte, weswegen er kurzzeitig vermutet, dass Bunny seine Halbschwester ist. Das Gemälde von Bunny zeigt Charles Vater, der von der Malerin Rose Cooper gemalt wurde. Es stellt sich jedoch heraus, dass Leonora Folger in Wahrheit Rose Cooper ist.
Charles bekommt Besuch von Lucy, der Tochter seiner Ex-Freundin. Sie war in der Tatnacht in den Geheimgängen und hat den Mörder gesehen. Er trifft sich auch wieder mit Jan, da er hofft, über sie Infos zum Täter zu bekommen. Oliver erfährt, dass Will nicht sein leiblicher Sohn ist, sondern Teddys, was er Will zunächst verschweigt. Mabel trifft sich weiter mit Alice, was Charles und Oliver misstrauisch beobachten. Cinda Canning, eine konkurrierende Podcasterin, zieht über das Trio her und führt sie als Täter vor.
Die drei versuchen herauszufinden, wer ihnen in der Tatnacht die SMS gesendet hat. Sie vermuten zunächst, dass es Detective Williams war, finden jedoch heraus, dass die Nachricht vom Mörder direkt kam. Sie wollen ihm eine Falle stellen, in dem sie ein Päckchen mit Glitter explodieren lassen. Aufgrund einer Auseinandersetzung wegen Jan verpassen sie den Moment der Explosion und der Killer kann fliehen. In der U-Bahn wird Mabel vom Killer angegriffen und verteidigt sich mit einer Stricknadel. Mabel vermutet den Killer in Detective Kreps, da dieser Glitter an seinem Hals hat. Sie konfrontiert ihn, aber er streitet alles ab und erwähnt seine Bewunderung für Cindas Podcast. Daraufhin vermutet sie, dass Cinda hinter dem Mord steckt, kommt jedoch später der wahren Mörderin auf die Schliche.
Bei einer Mörder-Party offenbart das Trio mit Hilfe der Arconia-Bewohner die Täterin: Bunny wurde von Poppy White, der Assistentin von Cinda ermordet. Diese heißt in Wahrheit Becky Butler und hat ihren Tod Jahre zuvor vorgetäuscht. Becky hat zusammen mit Kreps, der sich als ihr Liebhaber herausstellt, den Mord begangen, um berühmt zu werden und darüber einen Podcast zu machen. Außerdem wollten sie das Gemälde, um reich zu werden. Es stellt sich heraus, dass Bunnys letzte Worte nicht „Vierzehn Savage“ waren, wie zunächst angenommen, sondern „14 Sandwich“, bezogen auf Beckys Lieblingsessen. Nachdem der Fall gelöst ist, verabredet sich Charles mit der Maskenbildnerin Joy, während Mabel sich weiter mit Alice trifft. Oliver wird Regisseur eines Broadway-Stücks.
Ein Jahr später findet die Premiere von Olivers Stück statt. Nach einer verbalen Auseinandersetzung mit Charles hinter den Kulissen stirbt der Hauptdarsteller Ben Glenroy vor den Augen des Publikums.

### Staffel 3
Nach dem Tod von Ben Glenroy ist sich Mabel sicher, dass dieser getötet wurde. Es zeigte sich, dass es zwischen Ben und seinen Co-Stars zu mehrmaligen Auseinandersetzungen kam. Auf der Premierenfeier, die kurzerhand zu einer Trauerfeier umfunktioniert wurde, taucht Ben lebendig wieder auf, da das Gift, welches ihm verabreicht wurde, ihn nicht getötet hat. Ben nutzt seinen großem Auftritt, um sich medienwirksam zu präsentieren und für sein arrogantes Verhalten in den letzten Monaten um Entschuldigung zu bitten. Kurze Zeit später finden Oliver, Mabel und Charles Ben ermordet im Aufzug des Arconia. Die beiden wollen ihren Podcast wieder aktivieren, jedoch stellt sich Oliver quer. Mabel macht sich an die Recherche und findet heraus, dass fast alle Mitglieder des Stückes ein Motiv für Bens Tod hätten. Dazu zählen die Schauspielerinnen Loretta Durkin und Kimber, die Produzenten Donna und Clifford DeMeo und Bens Bruder Dickie. Aber auch Charles Freundin Joy hat ein Motiv, da ihr Lippenstift am Tatort gefunden wurde.
Während ihren Recherchen kommt Mabel dem Kameramann Tobert näher, während Oliver sein Theaterstück kurzerhand zu einem Musical umfunktioniert. Dabei kommen sich Oliver und Loretta ebenfalls näher. Mabel vermutet, dass der Täter sein Taschentuch, welches Ben zum Todeszeitpunkt in der Hand hielt, verloren hat. Außerdem findet sie mit Toberts Hilfe eine Kamera, die die letzten Stunden vor Bens Tod aufzeichnete. Dieser hatte kurz vor seinem Tod einen Besucher in der Garderobe. Charles verlobt sich wegen eines Missverständnisses mit Joy, bis diese erfährt, dass das Trio sie eventuell für eine Mörderin hält. Ein besessener Fan von Ben, Gregg Rivera, wird des Mordes an ihm verhaftet. Mabel zweifelt an dessen Schuld und gerät deswegen mit Oliver und Charles in Streit. Mabel gründet mit Tobert einen eigenen Podcast und erhält ein verlockendes Angebot von Cinda Canning, welches sie jedoch ablehnt. Dank einem Hinweis von Dickie ist sich Mabel sicher, dass Gregg unschuldig ist. Oliver führt eine Beziehung mit Loretta und erkennt, dass sie ein Obsession für Ben hegt. Kurz vor dessen Tod gab es eine Auseinandersetzung zwischen den beiden, bei der Charles dazwischen ging. Oliver zweifelt daraufhin an ihrer Unschuld am Tode von Ben. Wie sich jedoch später herausstellt, hegt Loretta keine Obsession gegenüber Ben, sondern gegenüber Dickie, da dieser ihr Sohn ist. Des Weiteren versöhnen sich Oliver und Charles mit Mabel und führen ihren gemeinsamen Podcast weiter. Oliver und Charles filmen die Verhöre der Castmitglieder, um so an weitere Hinweise zu gelangen.
Loretta gesteht den Mord an Ben, da sie denkt, dass Dickie der Mörder ist. Das Trio erfährt jedoch, dass dieser ein Alibi für die Zeit des Mordes hat. Um sie aus dem Gefängnis zu holen, müssen sie den wahren Täter finden. Mit Hilfe der Verhöraufnahmen gelingt es Oliver, Charles und Mabel die letzten 30 Minuten vor Bens erstem Tod nachzustellen: Ben kam zu spät ins Theater, da er mit seinen Schneiderfreundinnen zusammen war, die ihm bei der Herstellung der Taschentücher halfen, die er der Besetzung und der Crew überreichte. Außerdem hat ihm Dickie offenbart, dass er als Manager kündigen wird. Ben sah die Schuld deswegen bei Loretta und konfrontierte sie damit. Dadurch kam es zu der Auseinandersetzung mit Charles, da dieser den Streit mitbekam. Ben war verärgert, entließ Tobert als Kameramann und zog sich in seine Umkleidekabine zurück. Dort aß er einen Keks und schrieb mit Joys Lippenstift für sich eine Nachricht auf den Spiegel. Außerdem beschimpfte er sein Spiegelbild deswegen, was Toberts Kamera aufnahm. Somit wird dem Trio klar, dass er nicht mit einer anderen Person sprach, sondern mit sich selbst.
Mit Hilfe von Howard gelingt es dem Trio, ein weiteres Beweismittel zu sichern: eine negative Rezension von Bens Auftritt, die eigentlich erst nach dem Theaterstück veröffentlicht wurde. Das Trio kommt zu dem Schluss, dass Donna Ben mit Rattengift im Keks vergiftet hat, um sowohl die Show als auch Cliffs Karriere vor dem Ruin zu bewahren. Sie können Loretta aus dem Gefängnis holen und diese übergibt den dreien das Taschentuch, welches sie bei Dickie fand. Sie nutzen das Beweismittel, um Donna am Eröffnungsabend des Musicals zu einem Geständnis zu zwingen. Zu ihrer Überraschung gesteht sie bereitwillig den Mord an Ben, bittet aber darum, das Stück sehen zu dürfen, bevor sie verhaftet wird. Oliver übernimmt die Hauptrolle, da der eigentliche Hauptdarsteller ausgefallen ist. Loretta erzählt Dickie schließlich, dass sie seine leibliche Mutter ist. Mabel bemerkt, dass Cliff nach einem Gespräch mit Donna auf den Dachboden des Theaters geht und konfrontiert ihn, dass er Ben während einer Auseinandersetzung den Aufzugsschacht hinuntergestoßen hat. Donna hat die Schuld nur auf sich genommen, da sie an Lungenkrebs erkrankt ist und sowieso bald sterben wird. Ein von Schuldgefühlen geplagter Cliff versucht Selbstmord zu begehen, indem er von der Bühne springt, wird aber von Donna aufgehalten und getröstet. Die beiden werden verhaftet, als die Show mit einem großen Erfolg endet.
Auf der Afterparty des Stücks verraten Dickie, Loretta und Tobert, dass sie alle bevorstehende Auftritte in Los Angeles haben, doch das Trio beschließt, in New York zu bleiben. Sazz, die Stuntdouble von Charles, kommt zum Feiern und sagt Charles, dass sie reden müssen. Als Sazz in Charles‘ Wohnung eine Flasche Wein holen will, wird sie von einem unbekannten Angreifer erschossen.

### Staffel 4
Nachdem sie die Aufnahmen zu ihren Podcasts erledigt haben, wollen Charles, Oliver und Mabel in Charles’ Wohnung feiern, ohne zu wissen, dass Sazz ermordet wurde, da die Leiche bereits verschwunden ist. Charles erhält von Sazz nur eine Nachricht, dass sie einen Job von Scott Bakula hat und weg muss. Das Trio wird von der Produzentin Bev Melon von Paramount Pictures angesprochen, da diese den Podcasts verfilmen möchte. Das Trio fliegt nach Los Angeles, um die Details zu klären. Zunächst sind sie von der Realisierung nicht begeistert, lassen sich jedoch von den Schauspielern Eugene Levy, Zach Galifianakis und Eva Longoria, die sie in dem Film spielen sollen, überzeugen. In L.A. trifft Charles auf Bakula und erfährt, dass Sazz nie aufgetaucht ist. Das Trio fährt zu der Wohnung von Sazz und finden verschiedene Notizen, die sich um Charles drehen. Sie kehren ins Arconia zurück und entdecken in Charles Wohnung Blutabdrücke und ein Einschussloch, wenig später die Überreste von Sazz Leiche in der Verbrennungsanlage.
Oliver und Mabel vermuten, dass der Schuss, der Sazz tötete, aus einer der Wohnungen auf der Westseite der Arconia kam. Bei ihren Befragungen treffen sie auf Vince Fish, der eine Augenklappe trägt, Rudy Thurber, ein Weihnachts-Fitness-Influencer, und eine dreiköpfige hispanische Familie, die neben einer Wohnung leben, die von einer Person, die nur als „Dudenoff“ bekannt ist, wohnen. Mit Hilfe von Sazz Notizen können sich Mabel und Oliver Zugang zu der Wohnung verschaffen und finden heraus, dass der Schuss aus dieser Wohnung kommen musste. Währenddessen erhält Charles Besuch von Jan, die aus dem Gefängnis ausgebrochen ist und ihm erzählt, dass Sazz sich kürzlich im Gebäude umgesehen hat, weil sie befürchtet, dass es ein anderer Mörder auf Charles abgesehen haben könnte. Jan kann fliehen. Die Ermittlungen des Trios ergeben, dass die ganzen westlichen Wohnungen von Professor Milton Dudenoff an die Leute vermietet wurden und dieser sich in Portugal aufhält. Niemand von den Bewohnern haben Sazz jemals getroffen.
Das Trio erfährt, dass Sazz in der Nacht ihrer Ermordung eine Bar für Stuntkünstler besucht hat. Dort treffen sie auf Glen Stubbins, Ben Glenroys ehemaligem Stuntdouble. Durch ihn erfahren sie, dass Sazz ein Trainingslager für Stuntkünstler eröffnen wollte. Als sie sich dort umsehen, treffen sie auf Bev. Diese erhielt von Sazz eine Nachricht, dass es Probleme mit dem geplanten Film geben würde und sie sich mit ihr treffen wollte. Jedoch kam sazz davor um. Dadurch schlussfolgert das Trio, dass der Mörder ein Mitarbeiter des Films sein muss. Sie verhören unter anderem den Drehbuchautor Marshall P. Pope. Dieser stellt Charles Theorie des Tathergangs in Frage und sie kommen zu dem Entschluss, dass es zwei Täter geben muss. Durch einen gefundenen Fußabdruck in der Wohnung kann das Trio die Regisseure Tawny und Trina Brothers als potenzielle Täter identifizieren. Als ein weiterer Anschlag verübt wird, der Zach und Glen in Krankenhaus bringen, stellen sie die Schwestern zur Rede. Die Brothers-Schwestern geben zu, dass sie in der Nacht von Sazz' Ermordung in Dudenoffs Wohnung waren, um ihn zu besuchen und versteckte Kameras im Gebäude zu platzieren, um Aufnahmen hinter den Kulissen des Films machen zu können. Parallel erfährt Mabel, dass Dudenoff nicht in Portugal ist, sondern ebenfalls in der Verbrennungsanlage verbrannt wurde. Charles, Oliver und Mabel werden von dem Mörder kontaktiert, der ihnen offenbart, sie auf Schritt und Tritt zu beobachten. Aus diesem Grund verlassen sie das Arconia und flüchten zu Charles Schwester, Doreen. Dort wollen sie sich auf die Ermittlungen konzentrieren, jedoch tauchen Bev und die Schauspieler auf, sehr zum Leidwesen von Mabel. Loretta kommt zu Besuch und gerät in einen Streit mit Doreen, weil diese in Oliver verknallt ist und sich über ihre Entfremdung von Oliver wundert. Die beiden sprechen sich aus und Loretta nimmt Olivers Heiratsantrag an. Mit Hilfe der Schauspieler kommt das Trio dahinter, dass es sich bei dem Mörder möglicherweise um Person handelt, die sie bereits seit dem ersten Fall um Tim Kono beobachtet. Howard, der weitere Ermittlungen im Arconia anstellt, berichtet dem Trio, dass die Bewohner der Westseite (Vince, Rudy und die hispanische Familie) Rentenschecks auf Dudenoffs Namen ausstellen. Sie konfrontieren die Bewohner und erfahren, dass Dudenoff unheilbar krank war und deshalb Selbstmord begann. Er bat aber seine Freunde, seinen Tod vor den Behörden zu verheimlichen, um ihr aller Wohlbefinden zu schützen.
Durch einen Hinweis von den Bewohnern der Westseite erfahren die Freunde, dass Sazz von einem ehemaligen Stunt-Double-Schützling bedreoht wurde. Das Trio vermutet, dass es sich um Glen handelt, da er mit Sazz an einem Film gearbeitet hat. Als sie ihn im Krankenhaus aufsuchen wollen, müssen sie erfahren, dass Glen verstorben ist. Durch einen Freund von Oliver wird der Schützling als Rex Bailey identifiziert, der mittlerweile als Drehbuchautor unter dem Pseudonym Marshall P. Pope agiert. Mabel findet währenddessen das Originaldrehbuch für den Film Only Murders in the Building, in dem Sazz als Drehbuchautor genannt wird. Marshall nimmt Mabel als Geisel und offenbart seine Motive: Er gibt zu, dass er Sazz um ihr Talent beneidet hat, nachdem er ihren Drehbuchentwurf gelesen hatte. Er hat den Entwurf gestohlen und unter einem anderen Namen an Paramount verkauft. Als Sazz das herausfand, drohte sie, ihn zu entlarven, was Rex dazu veranlasste, Sazz zu töten und den Mord zu inszenieren. Auch Glen hat er getötet, weil er Angst hatte, dass dieser ihn wiedererkennen würde. Charles und Oliver versuchen Mabel zu retten, werden jedoch auch von Rex gefangen genommen. Er versucht das Trio zu töten, aber er wird von Jan erschossen, die Sazz rächen wollte. Die Polizei verhaftet sie daraufhin erneut.
Nach der Hochzeit von Oliver und Loretta werden Charles und Mabel von einer Frau namens Sofia Caccimelio angesprochen, die das Trio beauftragen möchte das Verschwinden ihres Mannes zu untersuchen. Sie lehnen ab, obwohl Sofia behauptet, dass ihr Mann eine ernsthafte Verbindung zum Arconia hätte. Kurze Zeit später findet das Trio Lester, den Portier, tot im Brunnen des Innenhofes.

## Hintergrund
Im Januar 2020 kündigten Steve Martin und Martin Short eine gemeinsame Fernsehserie an, in der die beiden die Hauptrolle übernehmen und auch als Produzenten tätig sein würden. Die Serie wurde von Martin und John Hoffman entwickelt und wird für den Streaminganbieter Hulu von 20th Television produziert. Im August 2020 wurde die Verpflichtung von Selena Gomez bekannt. Gomez übernimmt nicht nur die weibliche Hauptrolle, sondern ist neben Martin, Hoffman und Short auch als Executive Producer tätig. Die Dreharbeiten zu der zehn Folgen umfassenden ersten Staffel fanden zwischen Dezember 2020 und April 2021 in New York City statt. Als Außenkulisse für das Arconia dient der Wohnkomplex The Belnord.
Nachdem die Serie im September 2021 um eine zweite Staffel verlängert wurde, erhielt Cara Delevingne für diese Staffel eine neue Hauptrolle. Die Dreharbeiten dazu begannen am 1. Dezember 2021 erneut in New York City. Die Veröffentlichung fand zwischen dem 28. Juni und dem 23. August 2022 statt.
Im Juli 2022 wurde die Serie um eine dritte Staffel verlängert. Nach Veröffentlichung des Staffelfinales der zweiten Staffel wurde bekannt, dass Paul Rudd für die dritte Staffel eine Nebenrolle übernehmen werde. Meryl Streep und Ashley Park schlossen sich Anfang 2023 dem Projekt an. Gedreht wurde zwischen Januar und April 2023. Michael Cyril Creighton wurde mit Beginn der Staffel zum Hauptdarsteller befördert. Die Veröffentlichung begann am 8. August 2023.
Am 3. Oktober 2023 wurde die Serie um eine vierte Staffel verlängert. In dieser kehrt Streep in ihrer Rolle aus der dritten Staffel zurück, während Molly Shannon, Eva Longoria, Eugene Levy und Kumail Nanjiani in neuen Rollen gecastet wurden. Die Dreharbeiten fanden zwischen März und Juni 2024 in Los Angeles und New York City statt. Die Veröffentlichung begann am 27. August 2024.
Am 2. Januar 2024 wurden auf ABC erstmals drei Episoden der Serie im US-amerikanischen Fernsehen ausgestrahlt.
Eine fünfte Staffel wurde im September durch Hulu bestellt, die von März bis Juni 2025 gedreht wurde. Als neue Gastdarsteller wurden Keegan-Michael Key, Christoph Waltz, Renée Zellweger und Logan Lerman angekündigt.

## Besetzung und Synchronisation
Die deutschsprachige Synchronisation entsteht nach den Dialogbüchern von Matthias Müntefering sowie unter der Dialogregie von Julia Haacke durch die Synchronfirma Iyuno-SDI Group Germany in München.

### Hauptdarsteller
| Rolle                 | Schauspieler            | Hauptrolle | Nebenrolle            | Synchronsprecher     |
| --------------------- | ----------------------- | ---------- | --------------------- | -------------------- |
| Charles-Haden Savage  | Steve Martin            | 1.01–      |                       | Walter von Hauff     |
| Oliver Putnam         | Martin Short            | 1.01–      |                       | Michael Pan          |
| Mabel Mora            | Selena Gomez            | 1.01–      |                       | Gabrielle Pietermann |
| Oscar Torres          | Aaron Dominguez         | 1.01–1.10  |                       | Felix Mayer          |
| Jan Bellows           | Amy Ryan                | 1.03–1.10  | 2.04–2.06, 4.02, 4.10 | Alisa Palmer         |
| Alice Banks           | Cara Delevingne         | 2.01–2.10  |                       | Jacqueline Belle     |
| Howard Francis Morris | Michael Cyril Creighton | 3.01–      | 1.02–2.10             | Julian Manuel        |

### Special Guest Star
| Rolle           | Schauspieler      | Special Guest Star | Synchronsprecher |
| --------------- | ----------------- | ------------------ | ---------------- |
| Ben Glenroy †   | Paul Rudd         | 2.10–3.10          | Markus Pfeiffer  |
| Glen Stubbins † | Paul Rudd         | 4.04–4.09          | Markus Pfeiffer  |
| Loretta Durkin  | Meryl Streep      | 3.01–              | Dagmar Dempe     |
| er selbst       | Eugene Levy       | 4.01–4.10          | Hans Bayer       |
| sie selbst      | Eva Longoria      | 4.01–4.10          | Anna Carlsson    |
| er selbst       | Zach Galifianakis | 4.01–4.10          | Michael Iwannek  |

### Nebendarsteller
| Rolle                               | Schauspieler         | Nebenrolle                  | Synchronsprecher                                              |
| ----------------------------------- | -------------------- | --------------------------- | ------------------------------------------------------------- |
| Uma Heller                          | Jackie Hoffman       | 1.01–                       | Michèle Tichawsky                                             |
| Lester †                            | Teddy Coluca         | 1.01–                       | Hans-Rainer Müller (Staffel 1–3) Alexander Pelz (Staffel 4)   |
| Will Putnam                         | Ryan Broussard       | 1.01–3.02, 4.10             | Dominik Auer                                                  |
| Detective Williams                  | Da’Vine Joy Randolph | 1.01–2.10, 3.08, 4.02–4.06  | Sandra Schwittau                                              |
| Cinda Canning                       | Tina Fey             | 1.01–2.10, 3.04             | Sabine Arnhold                                                |
| Ursula                              | Vanessa Aspillaga    | 1.01–2.10                   | Angela Wiederhut                                              |
| Bunny Folger †                      | Jayne Houdyshell     | 1.01–2.09, 3.07             | Dagmar Dempe                                                  |
| Tim Kono †                          | Julian Cihi          | 1.01–1.10                   | Felix Auer                                                    |
| Ndidi Idoko                         | Zainab Jah           | 1.02–1.10                   | Stefanie Dischinger                                           |
| Dr. Grover Stanley                  | Russell G. Jones     | 1.02–2.08                   | Stefan Günther                                                |
| Theo Dimas                          | James Caverly        | 1.02–1.08, 2.04, 2.07, 3.07 | Daniel Schlauch                                               |
| Teddy Dimas                         | Nathan Lane          | 1.03–2.09                   | Gudo Hoegel                                                   |
| Becky Butler alias Poppy White      | Adina Verson         | 1.04–2.10                   | Ilena Gwisdalla                                               |
| Sazz Pataki †                       | Jane Lynch           | 1.09, 2.06, 3.05, 3.10–4.10 | Susanne von Medvey (Staffel 1–3) Heike Schroetter (Staffel 4) |
| Detective Kreps                     | Michael Rapaport     | 2.01–2.10                   | Oliver Rohrbeck                                               |
| Nina Lin                            | Christine Ko         | 2.02–2.08                   | Julia Haacke                                                  |
| Ivan                                | Ariel Shafir         | 2.03–2.10                   | Patrick Roche                                                 |
| Lucy                                | Zoe Colletti         | 2.04–2.10                   | Melanie Olbert                                                |
| Joy                                 | Andrea Martin        | 2.06–3.05                   | Marina Köhler                                                 |
| Jonathan Bridgecroft                | Jason Veasey         | 2.08–3.10                   | Alexander Brem                                                |
| Tobert                              | Jesse Williams       | 3.01–3.10                   | Sascha Rotermund                                              |
| Kimber                              | Ashley Park          | 3.01–3.10                   | Regina Beckhaus                                               |
| Bobo Malone                         | Don Darryl Rivera    | 3.01–3.10                   | Tobias John von Freyend                                       |
| Ty Wessex                           | Gerald Caesar        | 3.01–3.10                   | Xiduo Zhao                                                    |
| K.T.                                | Allison Guinn        | 3.01–3.10                   | Caroline Combrinck                                            |
| Dickie Glenroy                      | Jeremy Shamos        | 3.01–3.10, 4.10             | Hubertus von Lerchenfeld                                      |
| Donna DeMeo                         | Linda Emond          | 3.01–3.10                   | Elisabeth Günther                                             |
| Clifford „Cliff“ DeMeo              | Wesley Taylor        | 3.01–3.10                   | Dustin Peters                                                 |
| Loretta Durkin (jung)               | Willa Dunn           | 3.01, 3.05                  |                                                               |
| Loretta Durkin (jung)               | Taylor Colwell       | 3.08                        | Patricia Strasburger                                          |
| Tom                                 | Joel Waggoner        | 3.03–3.10                   | René Oltmanns                                                 |
| Bev Melon                           | Molly Shannon        | 4.01–4.10                   | Silvia Mißbach                                                |
| Trina Brothers                      | Catherine Cohen      | 4.01–4.10                   | Sophie Rogall                                                 |
| Tawny Brothers                      | Siena Werber         | 4.01–4.10                   | Leslie-Vanessa Lill                                           |
| Rex Bailey alias Marshall P. Pope † | Jin Ha               | 4.01–4.10                   | Xiduo Zhao                                                    |
| Vince Fish                          | Richard Kind         | 4.02–4.10                   | Claus-Peter Damitz                                            |
| Rudy Thurber                        | Kumail Nanjiani      | 4.02–4.10                   | Paul Sedlmeir                                                 |
| Alfonso                             | Desmin Borges        | 4.02–4.08                   | Julien Haggège                                                |
| Ana                                 | Lilian Rebelo        | 4.02–4.08                   | Paulina Rümmelein                                             |
| Inez                                | Daphne Rubin-Vega    | 4.02–4.08                   | Kathrin Gaube                                                 |
| Helga                               | Alexandra Templer    | 4.04–4.09                   | Marcia von Rebay                                              |

### Gastdarsteller
| Rolle                   | Schauspieler             | Gastrolle  | Synchronsprecher     |
| ----------------------- | ------------------------ | ---------- | -------------------- |
| er selbst               | Sting                    | 1.03–1.04  | Hans-Georg Panczak   |
| Roberta                 | Adriane Lenox            | 1.03       | Bettina Redlich      |
| Roberta                 | Marie-Françoise Theodore | 2.05       | Claudia Lössl        |
| er selbst               | Jimmy Fallon             | 1.06       | Patrick Schröder     |
| sie selbst              | Amy Schumer              | 2.01–2.02  | Nicole Hannak        |
| Rose Cooper             | Shirley MacLaine         | 2.02, 2.09 | Angelika Bender      |
| Mabels Vater            | Mark Consuelos           | 2.07       | Patrick Schröder     |
| Maxine                  | Noma Dumezweni           | 3.02, 3.08 | Simone Brahmann      |
| er selbst               | Matthew Broderick        | 3.07, 3.10 | Uwe Büschken         |
| er selbst               | Scott Bakula             | 4.01       | Gudo Hoegel          |
| Dr. Maggie              | Veanne Cox               | 4.04       | Dorothea Anzinger    |
| er selbst               | John McEnroe             | 4.05       | Rainer Doering       |
| Prof. Milton Dudenoff † | Griffin Dunne            | 4.06, 4.08 | Michael Schwarzmaier |
| Doreen                  | Melissa McCarthy         | 4.07       | Anke Reitzenstein    |
| er selbst               | Ron Howard               | 4.09       | Hans-Georg Panczak   |
| Sofia Caccimelio        | Téa Leoni                | 4.10       | Claudia Lössl        |

## Episodenliste

### Staffel 1
| Nr. (ges.) | Nr. (St.) | Deutscher Titel                   | Originaltitel                        | Erstveröffentlichung USA | Deutschsprachige Erstveröffentlichung (D/A/CH) | Regie               | Drehbuch                          |
| ---------- | --------- | --------------------------------- | ------------------------------------ | ------------------------ | ---------------------------------------------- | ------------------- | --------------------------------- |
| 1          | 1         | Wahre Verbrechen                  | True Crime                           | 31. Aug. 2021            | 31. Aug. 2021                                  | Jamie Babbit        | Steve Martin & John Hoffman       |
| 2          | 2         | Wer ist Tim Kono?                 | Who Is Tim Kono?                     | 31. Aug. 2021            | 31. Aug. 2021                                  | Jamie Babbit        | Kirker Butler                     |
| 3          | 3         | Wie gut kennen Sie Ihre Nachbarn? | How Well Do You Know Your Neighbors? | 31. Aug. 2021            | 7. Sep. 2021                                   | Gillian Robespierre | Ben Smith                         |
| 4          | 4         | Der Stich                         | The Sting                            | 7. Sep. 2021             | 14. Sep. 2021                                  | Gillian Robespierre | Kristin Newman                    |
| 5          | 5         | Die Wende                         | Twist                                | 14. Sep. 2021            | 21. Sep. 2021                                  | Don Scardino        | Thembi L. Banks                   |
| 6          | 6         | Freund und Helfer                 | To Protect and Serve                 | 21. Sep. 2021            | 28. Sep. 2021                                  | Don Scardino        | Madeleine George & Kim Rosenstock |
| 7          | 7         | Der Junge aus Wohnung 6B          | The Boy from 6B                      | 28. Sep. 2021            | 5. Okt. 2021                                   | Cherien Dabis       | Stephen Markley & Ben Philippe    |
| 8          | 8         | Fan Fiction                       | Fan Fiction                          | 5. Okt. 2021             | 12. Okt. 2021                                  | Cherien Dabis       | Matteo Borghese & Rob Turbovsky   |
| 9          | 9         | Das Double                        | Double Time                          | 12. Okt. 2021            | 19. Okt. 2021                                  | Jamie Babbit        | John Hoffman & Kristin Newman     |
| 10         | 10        | Abgeschlossen                     | Open and Shut                        | 19. Okt. 2021            | 19. Okt. 2021                                  | Jamie Babbit        | John Hoffman & Rachel Burger      |

### Staffel 2
| Nr. (ges.) | Nr. (St.) | Deutscher Titel                 | Originaltitel                | Erstveröffentlichung USA | Deutschsprachige Erstveröffentlichung (D/A/CH) | Regie         | Drehbuch                                      |
| ---------- | --------- | ------------------------------- | ---------------------------- | ------------------------ | ---------------------------------------------- | ------------- | --------------------------------------------- |
| 11         | 1         | Personen von Interesse          | Persons of Interest          | 28. Juni 2022            | 28. Juni 2022                                  | John Hoffman  | John Hoffman & Noah Chazen Levinen            |
| 12         | 2         | Das Bild                        | Framed                       | 28. Juni 2022            | 28. Juni 2022                                  | John Hoffman  | Kristin Newman                                |
| 13         | 3         | Der letzte Tag der Bunny Folger | The Last Day of Bunny Folger | 5. Juli 2022             | 5. Juli 2022                                   | Jude Weng     | Ben Smith                                     |
| 14         | 4         | Ein Blick genügt                | Here’s Looking at You        | 12. Juli 2022            | 12. Juli 2022                                  | Jude Weng     | Valentina Garza & Rachel Burger               |
| 15         | 5         | Verräterische Zeichen           | The Tell                     | 19. Juli 2022            | 19. Juli 2022                                  | Cherien Dabis | Matteo Borghese & Rob Turbovsky               |
| 16         | 6         | Leistungsbeurteilung            | Performance Review           | 26. Juli 2022            | 26. Juli 2022                                  | Cherien Dabis | Ben Smith & Joshua Allen Griffith             |
| 17         | 7         | Puzzleteile                     | Flipping the Pieces          | 2. Aug. 2022             | 2. Aug. 2022                                   | Chris Teague  | Stephen Markley & Ben Philippe                |
| 18         | 8         | Hallo, Dunkelheit!              | Hello, Darkness              | 9. Aug. 2022             | 9. Aug. 2022                                   | Chris Teague  | Madeleine George                              |
| 19         | 9         | Sparringspartner                | Sparring Partners            | 16. Aug. 2022            | 16. Aug. 2022                                  | Jamie Babbit  | Kirker Butler                                 |
| 20         | 10        | Ich weiß, wer es war            | I Know Who Did It            | 23. Aug. 2022            | 23. Aug. 2022                                  | Chris Teague  | John Hoffman, Matteo Borghese & Rob Turbovsky |

### Staffel 3
| Nr. (ges.) | Nr. (St.) | Deutscher Titel         | Originaltitel     | Erstveröffentlichung USA | Deutschsprachige Erstveröffentlichung (D/A/CH) | Regie                                  | Drehbuch                             |
| ---------- | --------- | ----------------------- | ----------------- | ------------------------ | ---------------------------------------------- | -------------------------------------- | ------------------------------------ |
| 21         | 1         | Die Show muss …         | The Show Must…    | 8. Aug. 2023             | 8. Aug. 2023                                   | John Hoffman                           | John Hoffman & Sas Goldberg          |
| 22         | 2         | Herzschlag              | The Beat Goes On  | 8. Aug. 2023             | 8. Aug. 2023                                   | John Hoffman                           | John Hoffman & Ben Smith             |
| 23         | 3         | Zückt die Taschentücher | Grab Your Hankies | 16. Aug. 2023            | 16. Aug. 2023                                  | Adam Shankman                          | John Hoffman & Matteo Borghese       |
| 24         | 4         | Der Weiße Raum          | The White Room    | 22. Aug. 2023            | 22. Aug. 2023                                  | Adam Shankman                          | John Hoffman & Joshua Allen Griffith |
| 25         | 5         | Ach, die Liebe!         | Ah, Love!         | 29. Aug. 2023            | 29. Aug. 2023                                  | Chris Koch                             | Tess Morris & Noah Levine            |
| 26         | 6         | Der Geist               | Ghost Light       | 5. Sep. 2023             | 5. Sep. 2023                                   | Chris Koch                             | Madeleine George                     |
| 27         | 7         | CoBro                   | CoBro             | 12. Sep. 2023            | 12. Sep. 2023                                  | Cherien Dabis                          | Ben Philippe & Jake Schnesel         |
| 28         | 8         | Sitzprobe               | Sitzprobe         | 19. Sep. 2023            | 19. Sep. 2023                                  | Shari Springer Berman & Robert Pulcini | Pete Swanson & Siena Streiber        |
| 29         | 9         | Dreißig                 | Thirty            | 26. Sep. 2023            | 26. Sep. 2023                                  | Cherien Dabis                          | Elaine Ko                            |
| 30         | 10        | Premierenabend          | Opening Night     | 3. Okt. 2023             | 3. Okt. 2023                                   | Jamie Babbit                           | John Hoffman & Ben Smith             |

### Staffel 4
| Nr. (ges.) | Nr. (St.) | Deutscher Titel                     | Originaltitel                | Erstveröffentlichung USA | Deutschsprachige Erstveröffentlichung (D/A/CH) | Regie                                  | Drehbuch                             |
| ---------- | --------- | ----------------------------------- | ---------------------------- | ------------------------ | ---------------------------------------------- | -------------------------------------- | ------------------------------------ |
| 31         | 1         | Spiel mir das Lied vom Tod          | Once Upon a Time in the West | 27. Aug. 2024            | 27. Aug. 2024                                  | John Hoffman                           | John Hoffman & Joshua Allen Griffith |
| 32         | 2         | Pforten des Himmels                 | Gates of Heaven              | 3. Sep. 2024             | 3. Sep. 2024                                   | John Hoffman                           | Kristin Newman                       |
| 33         | 3         | Zwei auf gleichem Weg               | Two for the Road             | 10. Sep. 2024            | 10. Sep. 2024                                  | Chris Koch                             | Ben Smith & Pete Swanson             |
| 34         | 4         | Der Stuntman                        | The Stunt Man                | 17. Sep. 2024            | 17. Sep. 2024                                  | Chris Koch                             | Madeleine George                     |
| 35         | 5         | Adaptation – Der Orchideen-Dieb     | Adaptation                   | 24. Sep. 2024            | 24. Sep. 2024                                  | Jessica Yu                             | J. J. Philbin & Ella Robinson Brooks |
| 36         | 6         | Blow Up                             | Blow-Up                      | 1. Okt. 2024             | 1. Okt. 2024                                   | Jessica Yu                             | Rick Wiener & Kenny Schwartz         |
| 37         | 7         | Das Tal der Puppen                  | Valley of the Dolls          | 8. Okt. 2024             | 8. Okt. 2024                                   | Shari Berman & Robert Pulcini          | Matteo Borghese & Rob Turbovsky      |
| 38         | 8         | Das Rettungsboot                    | Lifeboat                     | 15. Okt. 2024            | 15. Okt. 2024                                  | Shari Springer Berman & Robert Pulcini | Kristin Newman & Jake Schnesel       |
| 39         | 9         | Flucht vom Planeten Klongo          | Escape From Planet Klongo    | 22. Okt. 2024            | 22. Okt. 2024                                  | Jamie Babbit                           | Ben Smith & Alex Bigelow             |
| 40         | 10        | Die Hochzeit meines besten Freundes | My Best Friend’s Wedding     | 29. Okt. 2024            | 29. Okt. 2024                                  | Jamie Babbit                           | John Hoffman                         |